# Zone photique
 (décembre 2012).
Si vous disposez d'ouvrages ou d'articles de référence ou si vous connaissez des sites web de qualité traitant du thème abordé ici, merci de compléter l'article en donnant les références utiles à sa vérifiabilité et en les liant à la section « Notes et références ».

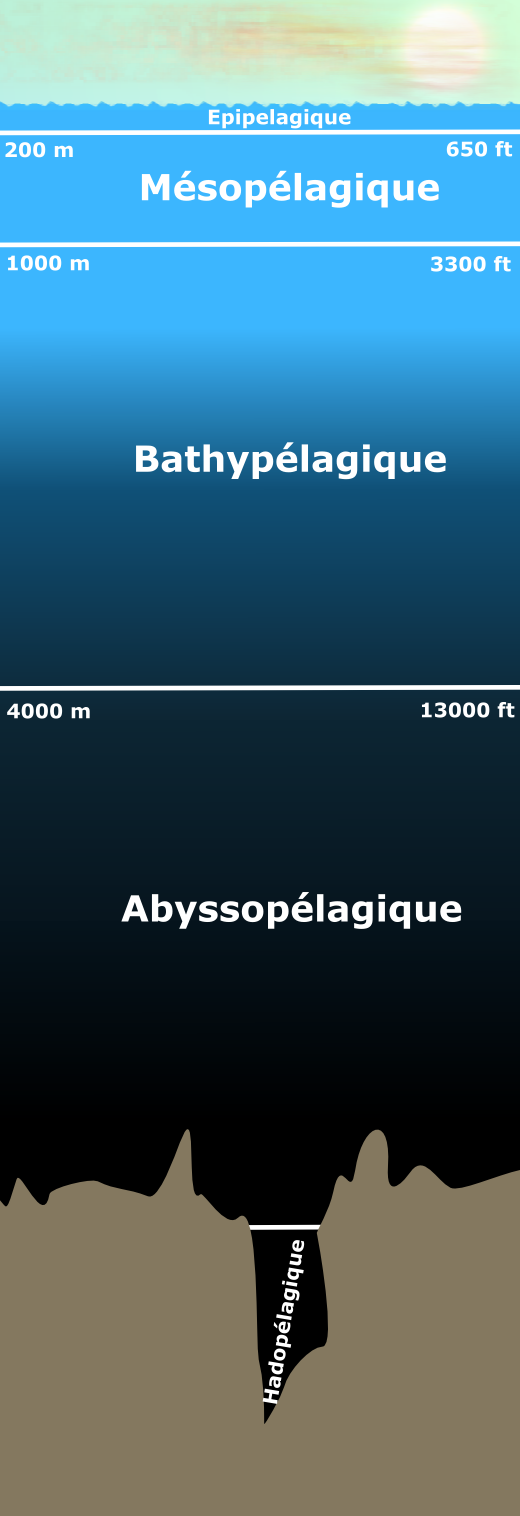
Diagramme des couches de la zone pélagique.

La zone photique, aussi nommée zone euphotique, zone épipélagique ou couche photique, est la zone aquatique d’un lac ou d’un océan exposée à une lumière suffisante pour que la photosynthèse s'y produise. La profondeur de la zone photique peut être grandement affectée par la turbidité et la latitude.
Elle s’étend jusqu’à une profondeur à laquelle l’intensité lumineuse résiduelle correspond à 1 % de celle en surface (également appelée « profondeur euphotique »). Sa taille dépend de l’étendue de l’atténuation lumineuse dans les colonnes d’eau. Typiquement, la profondeur euphotique varie de plusieurs mètres dans les estuaires turbidiques jusqu’à environ 200 mètres en haute mer.
En milieu marin, la zone photique correspond à la partie supérieure de la zone pélagique.
La zone photique est la seule zone aquatique où la productivité marine primaire (algues, phanérogames) existe, à l’exception de la productivité abyssale (turbine hydrothermale) le long des rifs océaniques. La profondeur de cette zone est généralement proportionnelle au niveau de productivité primaire. Environ 90 % de toute la vie marine vit dans la zone photique
La transparence de l’eau, qui affecte la zone photique, est simplement mesurée avec un disque Secchi.
Le terme « photique » vient du grec φοτος (photos soit lumière), la zone photique pouvant être décrite simplement comme la couche d'eau baignée par la lumière.